# Ginástica artística nos Jogos Olímpicos de Verão de 2008 - Salto masculino
A final masculina do salto sobre a mesa da ginástica artística nos Jogos Olímpicos de Verão de 2008 foi realizada no Estádio Nacional Indoor de Pequim, em 18 de agosto.

## Medalhistas
| Ouro   | POL Leszek Blanik      |
| Prata  | FRA Thomas Bouhail     |
| Bronze | RUS Anton Golotsutskov |

## Atletas classificados
- ROU Marian Drăgulescu
- FRA Thomas Bouhail
- POL Leszek Blanik
- BLR Dmitry Kasperovich
- ROU Flavius Koczi
- RUS Anton Golotsutskov
- FRA Benoît Caranobe
- ESP Isaac Botella

## Resultados
Na final do salto sobre a mesa, cada ginasta dá dois saltos. Eles devem ser obrigatoriamente diferentes (no que se refere à forma com que o ginasta toca a mesa e ao sentido do salto) - caso contrário o segundo salto não é considerado. Em cada salto o ginasta recebe duas notas: a nota A é a nota de partida - é o quanto vale no Código de Pontuação da Federação Internacional de Ginástica aquele movimento. A nota B é a nota de execução - o ginasta começa com 10 pontos e vai perdendo de acordo com as falhas de postura. A nota total do ginasta é a média dos dois saltos.
| Pos.              | Ginasta                | Salto 1 | Salto 1 | Salto 1 | Salto 1       | Salto 2 | Salto 2 | Salto 2 | Salto 2       | Total  |
| Pos.              | Ginasta                | Nota A  | Nota B  | Pen.    | Nota do salto | Nota A  | Nota B  | Pen.    | Nota do salto | Total  |
| ----------------- | ---------------------- | ------- | ------- | ------- | ------------- | ------- | ------- | ------- | ------------- | ------ |
| Medalha de ouro   | POL Leszek Blanik      | 7.000   | 9.600   |         | 16.600        | 7.000   | 9.475   |         | 16.475        | 16.537 |
| Medalha de prata  | FRA Thomas Bouhail     | 7.000   | 9.575   |         | 16.575        | 7.000   | 9.500   |         | 16.500        | 16.537 |
| Medalha de bronze | RUS Anton Golotsutskov | 7.000   | 9.500   |         | 16.500        | 7.000   | 9.450   |         | 16.450        | 16.475 |
| 4                 | ROU Marian Dragulescu  | 7.000   | 9.800   |         | 16.800        | 7.200   | 8.750   | 0.3     | 15.650        | 16.225 |
| 5                 | FRA Benoît Caranobe    | 7.000   | 9.375   | 0.1     | 16.275        | 7.000   | 8.950   | 0.1     | 15.850        | 16.062 |
| 6                 | BLR Dmitry Kasperovich | 7.000   | 9.300   |         | 16.300        | 7.000   | 8.900   | 0.1     | 15.800        | 16.050 |
| 7                 | ROU Flavius Koczi      | 7.000   | 8.800   | 0.3     | 15.500        | 7.000   | 9.350   |         | 16.350        | 15.925 |
| 8                 | ESP Isaac Botella      | 6.600   | 9.475   |         | 16.075        | 6.600   | 9.100   | 0.3     | 15.400        | 15.737 |